# Jesus Killing Machine
Jesus Killing Machine – pierwszy studyjny album niemieckiej supergrupy Voodoocult. Wydany został w 1994 przez wytwórnię płytową Motor Music na płycie CD (518996-2), również jako LP na płycie winylowej (518996-1). Ponadto Jesus Killing Machine w styczniu 1995 roku wydała w Japonii Teichiku Records (TECX-25868).

## Lista utworów
Opracowano na podstawie materiału źródłowego.
1. Killer Patrol – 03:57 (również oddzielnie jako singel)
2. Metallized Kids – 04:26 (również oddzielnie jako singel)
3. Jesus Killing Machine – 04:32
4. Born and Sliced! – 03:58
5. Albert Is A Headbanger – 03:50
6. Hellatio – 03:15
7. Death Don’t Dance With Me – 04:08
8. Art Groupie – 04:53
9. Blood Surfer City – 05:03
10. Voodoocult – 04:09
11. Bitchery Bay – 05:32 (utwór dodatkowy)
12. My Game is Dracula – 4:43 (utwór dodatkowy)
13. Ringleader – 3:46 (utwór dodatkowy)

## Muzycy
Opracowano na podstawie materiału źródłowego.
1. Phillip Boa – śpiew
2. Dave Lombardo – perkusja
3. Chuck Schuldiner – gitara
4. Dave Ball „Taif” – gitara basowa
5. Gabby Abularach – gitara elektryczna (Cro-Mags)
6. Waldemar Sorychta – gitara elektryczna (Grip Inc., Despair)
7. Mille Petrozza – gitara elektryczna

## Szczegóły techniczne
Opracowano na podstawie materiału źródłowego.
- Produkcja: Waldemar Sorychta
- Zarejestrowano: 1993/1994
  - Temple Studios, Malta
  - Hot Tin Roof, Los Angeles
  - Woodhouse, Dortmund
  - Morrisound, Florida
- Zarejestrowali: David Vella, E.roc, Waldemar Sorychta oraz Tom Morris
- Wstępne ślady gitar: Andy Drudy, London
- Mixy: New Woodhouse, Hagen
- Inżynieria: E.roc
- Mixy: E.roc & Waldemar Sorychta
- Mastering: Ulf Hobelt at DMS
- Techniczny: Siggi Bemm (perkusja)